# Grotesque (After the Gramme)
Grotesque (After the Gramme) -En españolː Grotesco (Después del gramo)- es el tercer álbum de estudio de la banda británica de rock: The Fall lanzado en noviembre de 1980 por la discográfica británica Rough Trade Records.
En el 2020 el álbum fue ubicado en el puesto 58 de los 80 mejores álbumes de 1980 por la revista Rolling Stone.

## Lista de canciones
Todas las canciones escritas y compuestas por Mark E. Smith. 
| Grotesque (After the Gramme) |                               |          |  |
| N.º                          | Título                        | Duración |  |
| 1.                           | «Pay Your Rates»              | 02:58    |  |
| 2.                           | «English Scheme»              | 02:06    |  |
| 3.                           | «New Face in Hell»            | 05:40    |  |
| 4.                           | «C'n'C-S Mithering»           | 07:36    |  |
| 5.                           | «The Container Drivers»       | 03:08    |  |
| 6.                           | «Impression of J. Temperance» | 04:20    |  |
| 7.                           | «In the Park»                 | 01:43    |  |
| 8.                           | «W.M.C. - Blob 59»            | 01:19    |  |
| 9.                           | «Gramme Friday»               | 03:19    |  |
| 10.                          | «The N.W.R.A.»                | 09:08    |  |
| 41:21                        |                               |          |  |

En reediciones después de 2004 se encuentran los siguientes sencillos que son los dos sencillos recopilatorios de 1980 titulados "How I Wrote 'Elastic Man'" y "Totally Wired":
- "How I Wrote 'Elastic Man'" (Lado A de "How I Wrote 'Elastic Man'") - 04:20
- "City Hobgoblins" (Lado B de "How I Wrote 'Elastic Man'") - 02:23
- "Totally Wired" (Lado A de "Totally Wired") - 03:25
- "Putta Block" (Lado B de "Totally Wired") - 04:30
- "Mark E. Smith Interview" (una auto-entrevista con una grabación en 1980 grabado con un cartucho de 8 pistas) - 07:18

## Personal
Todos los sencillos fueron compuestos por Mark E. Smith y todas las composiciones fueron realizados por los miembros que estaban durante el periodo que se realizó el álbum.
- Mark E. Smith - vocal, guitarra, kazoo (en el sencillo "New Face in Hell"), operación de cintas
- Marc Riley - guitarra, teclados
- Craig Scanlon (en algunos créditos del álbum el nombre aparece como "Craig Scanlan") - guitarra
- Steve Hanley - bajo
- Paul Hanley - batería

Músicos de sesión
- Kay Carroll - vocal de apoyo

### Personal adicional
- Geoff Travis - producción (en los sencillos del 1 al 10)
- Grant Showbiz - producción (en los sencillos del 1 al 5)
- Mayo Thompson - producción (en los sencillos del 1 al 5)
- John Brierley - ingeniero de sonido
- George Peckham "Porky" - masterización
- Suzanne Smith - diseño de portada del álbum